# Lamluda
Lamluda (arab. لملودة, Lamlūdah) – wieś w północno-wschodniej Libii, w gminie Darna, w górach Al-Dżabal al-Achdar, zlokalizowana w odległości 40 km na wschód od miasta Al-Bajda, przy Libijskiej Autostradzie Przybrzeżnej, między miejscowościami Al-Abrak i Al-Kubba.